# Momies en folie
Momies en folie, quatrième volume des Aventures Extraordinaires d'Adèle Blanc-Sec, est une bande dessinée en couleurs de Jacques Tardi (parue en 1978 chez Casterman. Elle fait directement suite au Savant fou.
Ce récit a par ailleurs bénéficié d'une édition « de poche » chez Librio en 2002.

## Résumé
Paris, 1912. Contactée par un certain Mouginot, Adèle Blanc-Sec a la surprise de voir disparaître peu après la momie égyptienne qui « ornait » son salon. Elle apprend bientôt que celles du Louvre sont pareillement portées manquantes. Elle échappe ensuite à plusieurs tentatives d'assassinat : sous l'horloge de la gare de Lyon, devant le buffet de la gare Montparnasse, à l'entrée de la chapelle de l'hôpital de la Charité et... à bord du Titanic ! Du Muséum national d'histoire naturelle au Cimetière du Père-Lachaise en passant par les catacombes, elle finit par se retrouver mêlée à de sinistres individus hantant les recoins les plus secrets du parc Monceau.

## Personnages (par ordre d'apparition ou d'évocation)
- Edmond Choupard
- la première « momie » à tête de bouc
- la deuxième « momie » à tête de bouc
- Adèle Blanc-Sec
- Thomas Rove
- Félicien Mouginot
- la momie d'Adèle
- les époux Pingre
- l'inspecteur Léonce Caponi
- le commissaire principal Dugommier
- le professeur Ménard
- Boutardieu
- Dieuleveult
- Dieudonné
- Zborowsky
- Simon Flageolet
- le « Diable des catacombes »
- la troisième « momie » à tête de bouc
- la « momie » du parc Monceau
- Louis-Ferdinand Chapoutier
- Simone Pouffiot
- Jérôme Plumier
- Carlo Gelati
- « Pazuzu »
- Clara Benhardt
- les momies du Louvre

## Inspiration historique
Pour le deuxième attentat manqué visant Adèle Blanc-sec, Tardi s'inspire de la catastrophe ferroviaire de la gare Montparnasse de 1895 recopiant une de ses photos emblématiques afin de créer la première case de la planche 13.

## Commentaires
Tout comme les trois premiers tomes de la série, il s'agit d'un hommage de Tardi au roman-feuilleton dont cette bande dessinée reprend les codes sur un mode résolument parodique.
L'auteur mêle en outre à son intrigue un quatuor de personnages (Louis Ferdinand Chapoutier et son neveu Jérôme Plumier, Simone Pouffiot et Carlo Gelati) issus de son album Le Démon des glaces (également paru chez Casterman en 1974).
Ce volume est le premier de la série à ne pas annoncer de suite (même si Le Secret de la salamandre viendra jouer ce rôle quelques années plus tard).

### Documentation
- Henri Filippini, « Momies en folie », Schtroumpfanzine, no 24,‎ novembre 1978, p. 25.